# Chlosyne hanhami
Chlosyne hanhami är en fjärilsart som beskrevs av Fletcher 1904. Chlosyne hanhami ingår i släktet Chlosyne och familjen praktfjärilar. Inga underarter finns listade i Catalogue of Life.